# حابس المجالي

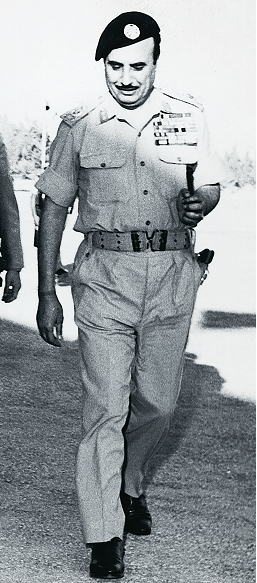
المشير حابس المجالي عام 1960

المشير حابس باشا ارفيفان المجالي (1914-2001) قائد الجيش الأردني في معركة اللطرون وباب الواد. ولد المشير حابس المجالي في مدينة معان جنوب المملكة الأردنية الهاشمية عام 1914. تلقى علومه في مدرسة السلط.

## قصة ولادته
ولد حابس المجالي في خضم الثورة التي حصلت في الكرك عام 1914 حيث ثار الشعب ضد الأتراك الذين أعدموا العشرات بإلقائهم من أسوار قلعة الكرك.

## الخدمة العسكرية

### انتسابه للقوات المسلحة الأردنية
بعد تخرج حابس المجالي من مدرسة السلط، لم يكن العام 1932م حتى دخل منتسبا في الجيش العربي الناشئ فقط.

#### معركة اللطرون
ففي معركة اللطرون التي قاد خلالها حابس القوات الأردنية المكونة من (1200) جندي في مواجهة شرسة مع عدد جيد التسليح يصل تعداده إلى (6500) جندي، وتمكن أن يدفع بالقوات الأردنية للتفوق وتحقيق نصر عز نظيره في تلك الحروب، وقد قدرت بعض الجهات الإسرائيلية خسائرها بمئتي قتيل، وأسر عدد كبير من الإسرائيليين من بينهم رئيس وزراء إسرائيل السابق ارئيل شارون الذي كان قائدا للقوات الإسرائيلية في تلك المعركة ونقل إلى معسكر الأسرى في مدينة المفرق، وقد كانت هذه المعركة خطوة كبيرة في تحرير القدس.

#### معركة باب الواد
أما معركة باب الواد وقد وقعت هذه المعركة بعد اقل من أسبوع على معركة اللطرون، حيث هاجمت قوات الجيش الأردني خطوط الجيوش الصهيونية والحقوا بهم الهزيمة. فقد قتل منهم المئات وجرح أكثر من ألف جندي وعدد من الأسرى، في حين استشهد من الجيش العربي الأردني عشرون جندياً، وبذلك تمكنت القوات الأردنية من تحرير مدينة القدس من يد القوات الإسرائيلية، واعتبرت المعركة نصرا للجانب الأردني، فقد قال مؤسس الكيان الإسرائيلي ديفيد بنغوريون عام 1949 م أمام الكنيست «لقد خسرنا في معركة باب الواد وحدها أمام الجيش الأردني ضعفي قتلانا في الحرب كاملة».

## الأوسمة والشارات

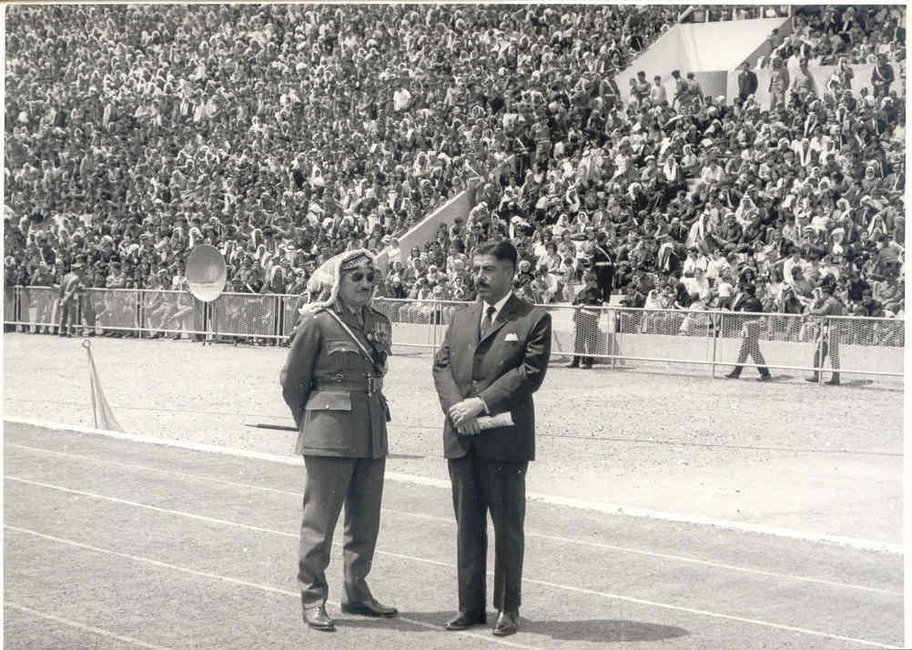
وصفي التل (يميناً) مع المشير حابس باشا المجالي (شمالاً)،

منح المشير المجالي العديد من الأوسمة والشارات، من أبرزها:
- وسام النهضة المرصع.
- وسام النهضة من الدرجة الأولى.
- وسام الخدمة العامة بفلسطين.
- وسام الكوكب من الدرجة الأولى.

بالإضافة إلى العديد من الأوسمة والشارات من عدة دول شقيقة وصديقة.
وسام الدفاع عن شرف الامه في فلسطين حيث أن هذا الوسام منحه اياه زيد الزواهره

## الوظائف السابقة
- 1932 - 1949 ضابط في الجيش العربي، مساعد شخصي للملك عبد الله الأول بن الحسين، وأول قائد كتيبة عربي تسلم الكتيبة الرابعة التي أطلق عليها الملك المؤسس الكتيبة الرابحة لأنها ربحت كل المعارك التي خاضتها.
- 1949 - 1952 مساعد مدير امن عام وقبلها مرافق للملك المؤسس
- 1952 - 1958 مساعد مدير امن عام ورئيس هيئة اركان
- 1958 - 1976 قائد للجيش ثم قائداً عاماً للقوات المسلحة الأردنية.
- 1967 - 1968 وزير دفاع.
- 1970 - 1976 قائداً عاماً للقوات المسلحة وحاكماً عسكرياً عاماً.

## أشعاره
كان حابس المجالي هاوياً للشعر، وكثيراً ما انساب الشعر على لسانه رقيقاً سلساً، ومن أشهر قصائده «حنا كبار البلد» التي غنتها المطربة سميرة توفيق.

## وفاته
في 24 أبريل 2001 توفي المشير حابس المجالي في عمان، عن عمر يناهز السابعة والثمانين عاماً، وكان حتى وفاته عضواً في مجلس الأعيان، وعمل نحو نصف قرن في الجيش الأردني حتى بلغ أعلى المناصب وهو القائد العام للقوات المسلحة الأردنية.

## متحف حابس المجالي
يقع متحف حابس المجالي في عمان بالقرب من دوار جمال عبد الناصر (الداخلية)

## روابط خارجية
- حابس المجالي على موقع مونزينجر (الألمانية)